# Gymnorhynchus horridus
Gymnorhynchus horridus är en plattmaskart som först beskrevs av Harry D.S. Goodsir 1841.  Gymnorhynchus horridus ingår i släktet Gymnorhynchus och familjen Gymnorhynchidae. Inga underarter finns listade i Catalogue of Life.